# Spiritual Canoe
Albums de Loudness
Engine
(1999) Pandemonium
(2001)
Spiritual Canoe est le 15e album studio du groupe Loudness sorti en 2001.

## Liste des morceaux
- Musique : Takasaki, Niihara, Higuchi et Yamashita (sauf indication contraire).
- Paroles : Niihara (toutes les pistes sauf indication).
- (•): instrumental

1. The Winds Of Victory (04:41)
2. The Hate That Fills My Lonely Cells (06:00)
3. The end Of Hearth (04:29) (Paroles: Takasaki)
4. Stay Wild (05:48) (Paroles: Takasaki)
5. The Seven Deadly Sins (05:31)
6. Picture Your Life (03:20)
7. How Many More Times (05:40) (Paroles: Takasaki)
8. Touch My Heart (05:10)
9. Climaxxx (04:06)
10. A Stroke of a Lightning (05:13)
11. Never Forget You (05:00) (Paroles: Takasaki)
12. Spiritual Canoe (•) (01:32) (Musique: Takasaki)
13. The Power Of Love (07:06)

## Composition du groupe
- Minoru Niihara : Chants
- Akira Takasaki : Guitares
- Masayoshi Yamashita : Basse
- Munetaka Higuchi : Batterie